# Anne Conway
Anne Conway, viscountessa Conway, född som Anne Finch 14 december 1631 i London, död 18 februari 1679 på Ragley Hall, Warwickshire, var en engelsk filosof inom metafysik och moralfilosofi, som tillhörde Cambridgeplatonikerna och påverkade Leibniz med sin monadlära.

## Biografi
Lady Anne var dotter till Elizabeth Cradock, i hennes andra äktenskap, och sir Heneage Finch, som bland annat hade varit talman i parlamentet under Karl I av England. Fadern avled en vecka innan hon föddes, och hon växte upp i vad som numera kallas Kensington Palace som på den tiden var i familjens ägo. Hennes första undervisning, som fick hon av guvernanter i hemmet, inbegrep latin, och senare lärde hon sig grekiska och hebreiska.
Hennes halvbror John Finch studerade vid universitetet i Cambridge, och Anne Finch, som hon då hette, kom därigenom i kontakt med en av hans lärare, platonisten Henry More. De började brevväxla om Descartes filosofi, då hon växte från att vara Mores inofficiella student till att vara hans intellektuella jämlike. More sade att han "knappast någonsin hade mött någon person, man eller kvinna, av bättre råvara av naturen."
År 1651 gifte hon sig med Edward Conway, som efter hennes död skulle upphöjas till earl av Conway, och följande år dedicerade More sin bok Antidote against Atheism till henne. Hennes make var också intresserad av filosofi och hade själv haft More som lärare, men hon överträffade sin make i detta avseende. Hon fick ett barn, Heneage, som dog i späd ålder.
Så småningom blev hon intresserad av den lurianiska kabbalahn, och därefter av kväkerismen, vilket hon konverterade till 1677. Vid den tiden i England var kväkarna allmänt illa omtyckta och fruktade, led förföljelser och till och med fängslades. Conways beslut att konvertera samt att upplåta sitt hem till centrum för kväkarnas aktiviteter var därmed både djärvt och modigt.
Från tolv års ålder, då hon hade haft en febersjukdom, led hon av svåra migränanfall. Detta innebar att hon ofta var oförmögen att göra någonting alls på grund av smärtan, och mycket av hennes tid gick åt till medicinska behandlingar och diverse kurer. Inga av dessa behandlingar hjälpte, och hon dog 1679 vid 47 års ålder.
Av Conway finns utgivet dels hennes enda verk i filosofi, Principia philosophiae antiquissimae et recentissimae, dels hennes brevväxling.

## Principia philosophiae antiquissimae et recentissimae
Anne Conways enda filosofiska arbete skrevs på engelska mellan 1671 och 1675, och utgavs först postumt i Amsterdam 1690 på latin av hennes vän och läkare, alkemisten Francis Mercurius van Helmont, med den översatta titeln Principia philosophiae antiquissimae et recentissimae de Deo, Christo et Creatura id est de materia et spiritu in genere (De mest antika och moderna principerna om Gud, Kristus och deras skapade varelser det vill säga materien och anden i allmänhet). När en engelsk utgåva skulle publiceras senare var hennes originalmanuskript borta, så alla översättningar grundar sig på den latinska översättningen. Den första utgåvan på engelska utkom 1692 under titeln The Principles of the Most Ancient and Modern Philosophy. Enligt tidens sed förekommer inte det kvinnliga namnet på omslaget; endast i en mening i förordet till den engelska utgåvan nämns att författaren, som inte nämns vid namn, var en grevinna från England. Många trodde i stället att det var van Helmont som skrivit arbetet.
Conways syfte med detta verk var att kritiskt bemöta den filosofi som lagts fram av Thomas Hobbes, René Descartes och Baruch Spinoza samt att utveckla en ny lösning på teodicéproblemet – ett svar på orsaken till världens onda natur, och i synnerhet det utbredda lidandet när det samtidigt finns en allsmäktig, allvetande och barmhärtig Gud. Hon kritiserar även sin mentor More vad beträffar dennes dualism. Hennes främsta impulser hämtas från Origenes.
I några hänseenden är hennes verk anakronistiskt: alla tre av de filosofer som hon kritiserade hade varit angelägna om att skilja mellan teologi och filosofi, men för Conway var det teologiska och det filosofiska tänkandena oupplösligen sammantvinnade. Till skillnad från Descartes menade Conway att det inte råder någon skarp skiljelinje mellan materia och ande, utan att kroppen och själen var samma sak, genom att vara Guds skapelser. Från Gud emanerade allt liv i en trefaldig hierarki av varande, som också bestod av små byggstenar, som hon kallade monader. Monaderna är vad som skiljer Gud från Guds skapelser på jorden; Gud består inte av monader. Men den materiella världen, som består av monader, är inte den sanna verkligheten, utan i stället är det Gud som är den egentliga verkligheten. I hierarkin mellan Gud och människa finns en instans av varande som både har Guds fullkomlighet och människans materia – Kristus. Kristus överbryggar sålunda klyftan mellan människa och Gud. Människan kan bli mer fullkomlig om hon upplåter sig till att hysa mer ande. Lidandet är endast en andlig återhämtning efter avfall från Guds godhet.
Efter utgivningen var Conway vida beundrad, mest påfallande av Gottfried Leibniz, som uppmärksammade hennes arbete i sin brevväxling och till vilken hon gav begreppet monad.

## Utmärkelser
Nedslagskratern Conway på planeten Venus uppkallad efter henne.